# Giorgio Alberto I di Erbach-Schönberg
Giorgio Alberto I di Erbach-Schönberg (Erbach, 16 dicembre 1597 – Erbach, 25 novembre 1647) è stato un nobile tedesco fu un principe tedesco membro della Casa di Erbach e governante su Schönberg, Seeheim, Reichenberg, Fürstenau e, a partire dal 1643, su tutti i possedimenti della famiglia di Erbach.
Era il quarto figlio (secondo maschio) di Giorgio III di Erbach-Breuberg e della quarta moglie, Maria di Barby-Mühlingen, figlia a sua volta di Alberto X di Barby-Mühlingen.

## Biografia
Facendo seguito alla morte del padre, Giorgio Alberto e i fratellastri maggiori si divisero i domini del casato nel 1606. Giorgio Alberto I ricevette i distretti di Schönberg e Seeheim.
Nel 1617 egli venne catturato dai pirati e venne portato a Tunisi, ma venne presto rilasciato dietro pagamento di un riscatto.
Nel 1623, il fratellastro maggiore Federico Magno morì senza lasciare eredi, cosicché i fratelli si spartirono i suoi possedimenti: Giorgio Alberto I ottenne il distretto di Reichenberg.
Nel 1627, con la morte di un altro fratellastro, Giovanni Casimiro, celibe e senza discendenza, venne operata una nuova suddivisione di territori all'interno del casato: Giorgio Alberto I ricevette così Fürstenau. Infine, la morte nel 1643 dell'ultimo fratellastro sopravvissuto, Luigi I, che non lasciò eredi diretti a sopravvivergli, consentì a Giorgio Alberto I di riunificare tutti i possedimenti della propria famiglia.
Giorgio Alberto I morì ad Erbach all'età di quarantanove anni e venne sepolto a Michelstadt.

## Matrimoni e discendenza
Il 29 maggio 1624, ad Erbach, Giorgio Alberto I sposò Maddalena di Nassau-Dillenburg (13 novembre 1595 - 31 luglio 1633), figlia di Giovanni VI, conte di Nassau-Dillenburg, e della terza moglie, Giovannetta di Sayn-Wittgenstein. Ebbero sei figli:
- Ernesto Luigi Alberto (1626 - 1627);
- Luisa Albertina (1628 - 1645);
- Giorgio Ernesto, conte di Erbach-Wildenstein (1629 - 1669).
- Maria Carlotta (1631 - 1693), nel 1650 sposò il conte Giovanni Ernesto di Isenburg-Büdingen;
- Anna Filippina (1632 - 1633);
- Figlio nato morto (1633).

Rimasto vedovo della prima moglie, morta dando alla luce il sesto figlio, il 23 febbraio 1634 Giorgio Alberto I si risposò in seconde nozze con Anna Dorotea di Limpurg-Gaildorf, figlia di Alberto, coppiere di Limpurg-Gaildorf e di Emilia di Rogendorf.  Da questo matrimonio non ebbe discendenza.
Vedovo nuovamente, Giorgio Alberto I si sposò per la terza volta con cerimonia tenutasi a Francoforte il 26 luglio 1635. La sposa era Elisabetta Dorotea di Hohenlohe-Schillingsfürst (27 agosto 1617 - 12 novembre 1655), figlia di Giorgio Federico II, conte di Hohenlohe-Waldenburg in Schillingsfürst, e della moglie Dorotea Sofia di Solms-Hohensolms. Dalla loro unione nacquero nove figli:
- Giorgio Federico, conte di Erbach-Breuberg (1636 - 1653);
- Guglielmo Luigi (nato e morto nel 1637);
- Sofia Elisabetta (1640 - 1641);
- Giuliana Cristina Elisabetta (1641 - 1692), nel 1660 sposò il conte Salentino Ernesto di Manderscheid-Blankenheim;
- Giorgio Luigi I, conte di Erbach-Erbach (1643 - 1693);
- Giorgio Alberto (1644 - 1645);
- Maurizia Susanna (nata e morta nel 1645);
- Giorgio IV, conte di Erbach-Fürstenau (1646 - 1678);
- Giorgio Alberto II, conte di Erbach-Fürstenau (1648 - 1717), nato postumo.